# Parafia Chrystusa Króla w Chybiu
Parafia pod wezwaniem Chrystusa Króla w Chybiu – parafia rzymskokatolicka znajdująca się w Chybiu. Należy do dekanatu Strumień diecezji bielsko-żywieckiej. W 2005 zamieszkiwało ją ponad 6800 katolików.

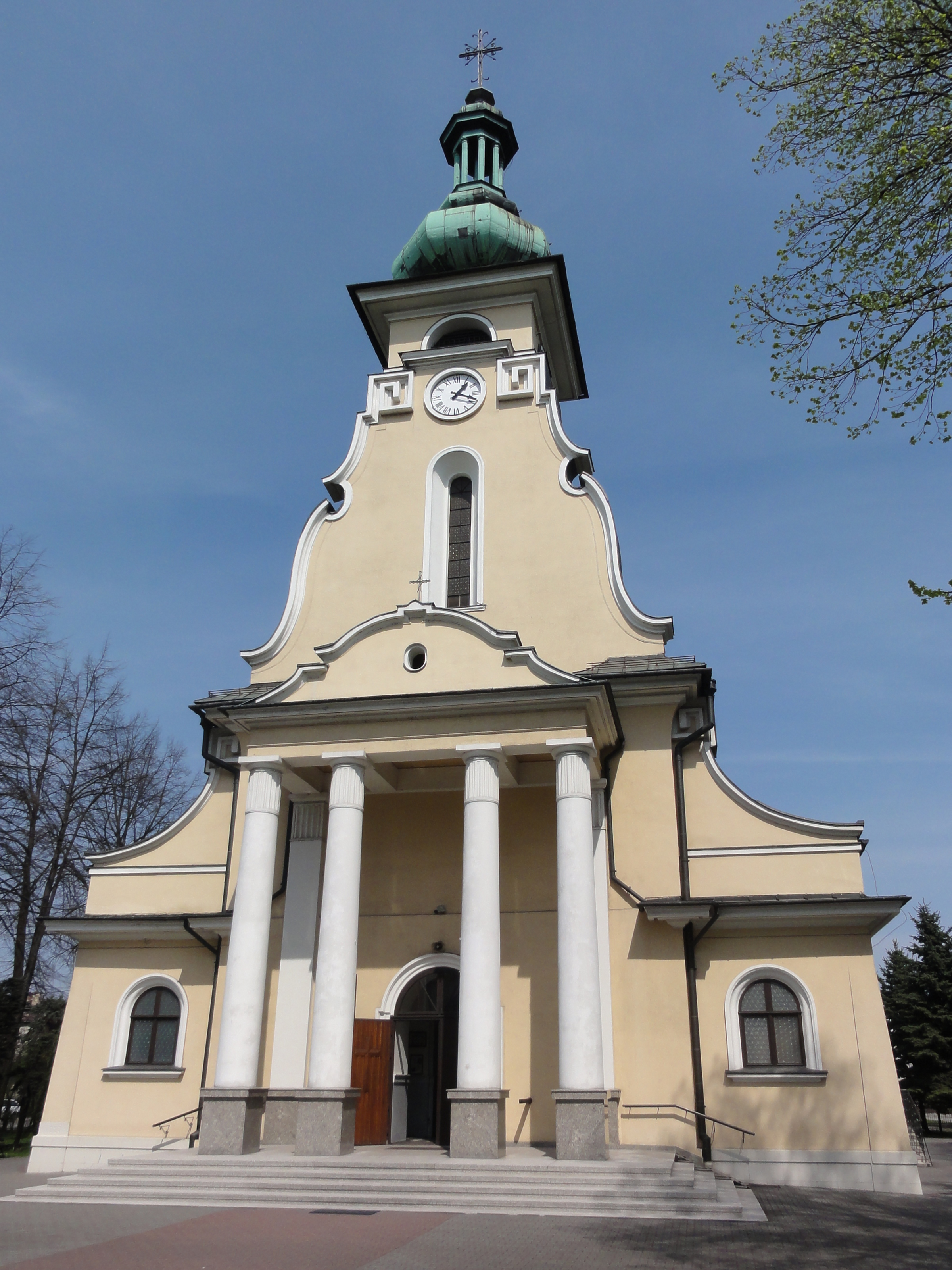
kościół parafialny

## Historia
Budowę obecnego kościoła parafialnego rozpoczęto w 1927, a ukończoną poświęcono 5 października 1930. Rok później ustanowiono tu filię parafii św. Barbary w Strumieniu, a w 1932 utworzono placówkę duszpasterską, nową parafię erygowano 28 kwietnia 1957, a po zlikwidowaniu parafii Matki Boskiej Śnieżnej w Zarzeczu jej pozostałą niezalaną część przyłączono do chybskiej parafii. 21 listopada 1999 w parafii zostało ustanowione lokalne sanktuarium maryjne.

## Proboszczowie
- ks. kanonik Ludwik Lasota (1982–2007)[4][5]
- ks. kanonik Benedykt Fojcik (2007–2021)[4]
- ks. Janusz Talik (od 2021 administrator)[6]